# Куєндат
Куєнда́т (рос. Куендат) — селище у складі Первомайського району Томської області, Росія. Входить до складу Первомайського сільського поселення.

## Населення
Населення — 53 особи (2010; 58 у 2002).
Національний склад (станом на 2002 рік):
- росіяни — 95 %